# بنيسيليوم روبينز
بنيسيليوم روبينز هو نوع من الفطريات التي تنتمي لجنس البنيسليوم كان أول أنواع فطر البنيسيليوم المعروفة التي استخدمت لإنتاج مادة البنسلين التي تعمل كمضاد حيوي، وهو الاكتشاف الذي نال عنه ألكسندر فلمينج جائزة نوبل في الطب أو علم وظائف الأعضاء في عام 1945.
كان فيليبيرت ميلشيور جوزيف إي بيورغ هو أوّل من وصف بنيسيليوم روبينز في عام 1923.
استخلصت مادّة البنسلين من عدة أنواع أخرى من فطر البنيسيليوم مثل بنيسيليوم روبروم، وبنيسيليوم نوتاتوم، وبنيسيليوم كريسوجينوم، ولكن من خلال المقارنة الجينية، وتحليل النشوء والتطور أثبتت الأبحاث في عام 2011 إن بنيسيليوم روبينز كان هو أفضل مصدر للبنسلين، والذي يُنتج أيضاً مُركّبات بنزيل البنسلين، وفينوكسي ميثيل البنسلين، وأوكتانويل البنسلين، كما أنه يُنتج مُركّبات أخرى نشطة بيولوجيًا مثل الأندراستين، والكريسوجين، والفونغسبورين، والروكفورتين، والسوربيسيلين.

## التاريخ
كان عالم الأحياء الدقيقة الفرنسي فيليبيرت ملشيور جوزيف إي بيورغ هو أول من وصف بنيسيليوم روبينز في عام 1923. بعد ذلك اكتشف ألكسندر فليمنغ، والذي كان يعمل طبيباً في مستشفى سانت ماري بلندن، الأهمية الطبية لبنيسيليوم روبينز في سبتمبر من عام 1928 حين وجد أن إحدى المزارع البكتيرية لبكتيريا المكورات العنقودية الذهبية كانت ملوثة بالعفن، وأن المنطقة المحيطة بالعفن قد توقّف فيها نمو البكتيريا. أطلق فليمنغ اسم البنسلين على تلك المادة المضادة للبكتيريا التي ينتجها العفن، ونُشر اكتشافه بعد سلسلة من الاختبارات التجريبية أجراها بمساعدة زميله تشارلز ج. لا توشي في عدد يونيو 1929 من المجلة البريطانية لعلم الأمراض التجريبي، والتي حدّدا فيها نوع الفطر المُستخدم بأنه فطر بنيسيليوم روبينز.
قارن تشارلز ثوم من وزارة الزراعة الأمريكية في بيوريا بولاية إلينوي الأمريكيّة بعد ذلك العينة التي استخدمها فليمنغ وزميله بمجموعة من أنواع البنيسليوم، وذكر في مقال نشره عام 1931 أن الفطر الذي استخدمه فليمنغ كان من نوع بنيسيليوم النوتاتوم وليس بنيسيليوم روبينز، كما صنّف ثوم بنيسيليوم روبينز كأحد أنواع عائلة فطر بنيسيليوم كريسوجينوم الذي سبق وأن وصفه في عام 1910، وتبنّى الفكرة التي شاعت باستخدامه في إنتاج البنسلين. كان الكيميائي السويدي ريتشارد ويستلينغ هو أول من وصف فطر بنيسيليوم نوتاتوم في عام 1811.
أعيدت تلك الفحوص التصنيفية بعد اكتشاف أنواع أخرى جديدة من الفطريات، فأصبحت أنواع بنيسيليوم نوتاتوم، وبنيسيليوم ميتياغرينوم، وبنيسيليوم سيانيوفولفوم تُصنّف جميعها ضمن عائلة بنيسيليوم كريسوجينوم. اعتمد المؤتمر النباتي الدولي السابع عشر، والذي عُقد في العاصمة النمساوية فيينا في عام 2005 اسم بنيسيليوم كريسوجينوم كاسم محفوظ يصف هذه المجموعة من الفطريات، إلّا أن تسلسل الجينوم الكامل وتحليل النشوء والتطور، وخاصة باستخدام متواليات بيتا-توبولين قد أظهرت جميعها بعد ذلك في عام 2011 أن بنيسيليوم النوتاتوم هو أحد أنواع عائلة بنيسيليوم روبينز، وأنّ بنيسيليوم كريسوجينوم هو نوع مختلف.

## الوجود في الطبيعة والخصائص الحيوية

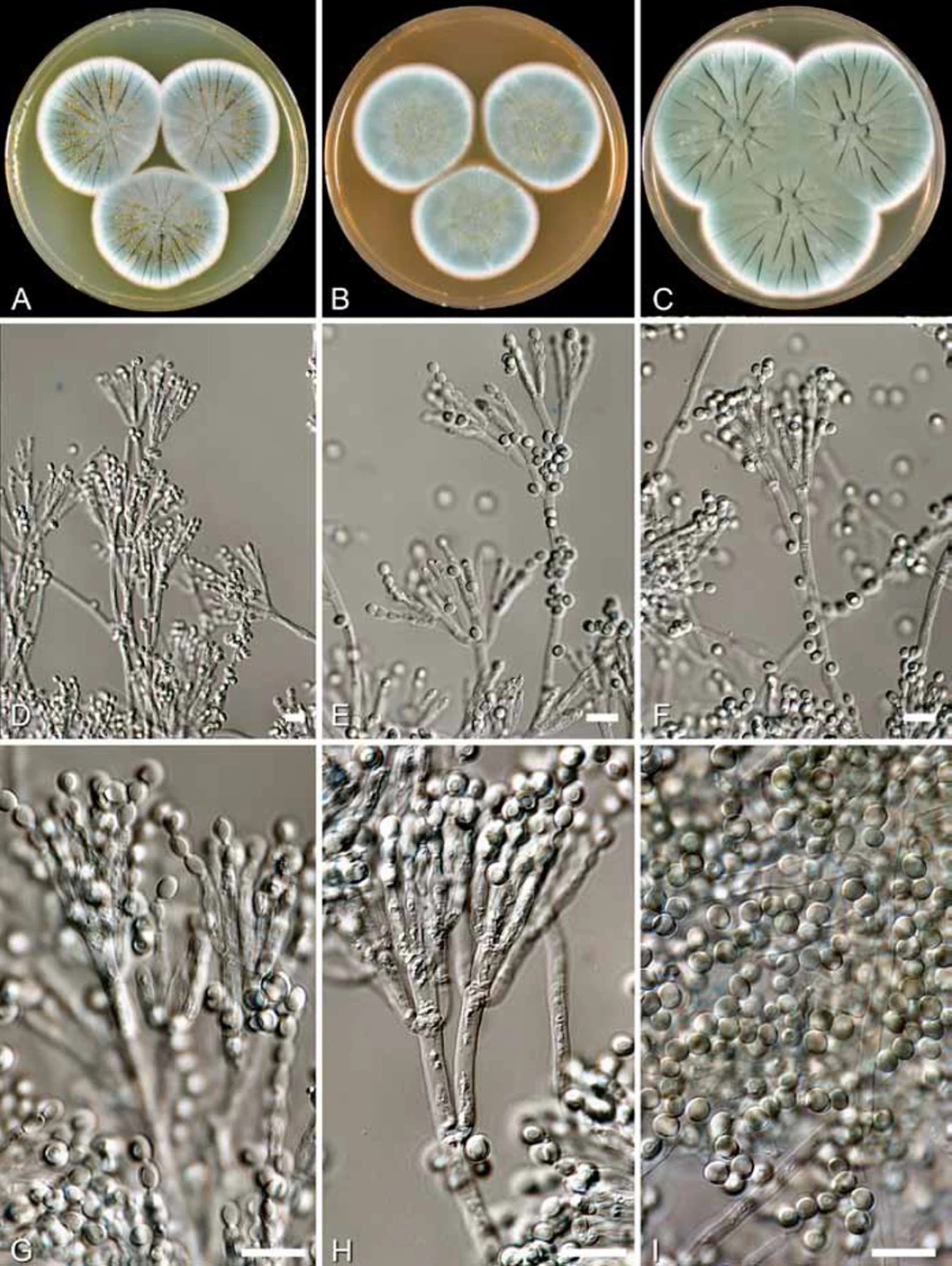
سلالة فليمنغ من فطر بنيسيليوم روبينز والتي كانت أوّل مصدر لإنتاج البنسيلين

يُعدّ فطر بنيسيليوم روبينز وفطر الرشاشية السوداء من أكثر أنواع الفطريات شيوعاً في البيئة الداخليّة، وخاصّة التي تمتاز برطوبة عالية، ويُعدّ فطر بنيسيليوم روبينز أكثر هذه الأنواع وفرة ومرونة لأنّه يحتاج إلى كمية قليلة من الماء للنمو والتكاثر. يتميّز فطر بنيسيليوم روبينز بسطح ناعم يشبه المخمل، وتكون الخيوط الحاملة للأبواغ، وحاملات الغبيرات ناعمة، ويتراوح طولها ما بين 200-300 ميكرومتر. ويتراوح طول العسائل ذات السطح المشعر ما بين 8-12 ميكرومتر. تكون الغبيرة في فطر بنيسيليوم روبينز بيضاوية الشكل، ولونها أزرق أو أخضر مزرق، وذات جدران ناعمة، ويتراوح طولها ما بين 2.5-4.0 ميكرومتر.
هنك العديد من سلالات فطر بنيسيليوم روبينز، ومن بينها سلالة فليمنغ، والتي أستخرج منها البنسلين لأوّل مرّة، وسلالة ويسكونسن، والتي عُثر عليها في حقول الشمام في مدينة بيوريا بولاية إلينوي عام 1944، واستُخدمت في إنتاج بنزيل البنسلين صناعيّاً. أنتجت سلالة ويسكونسن الأصلية نفسها مجموعة متنوعة من السلالات.

### الجينوم
تحتوي أنوية خلايا فطر بنيسيليوم روبينز على أربعة كروموسومات. كانت سلالة ويسكونسن هي أكثر سلالات الفطر التي حظيت بدراسات جينية، ويبلغ حجم الجينوم النووي لهذه السلالة، والتي تعتبر أحد مصادر إنتاج البنسلين، حوالي 32.19 ميجا بايت. يحتوي جينوم سلالة ويسكونسن على 13653 إطار قراءة مفتوح، منها 592 جينًا كاذباً محتملاً، و 116 إطارًا مبتورًا.
تُشكّل ثلاثة جينات المواقع الأساسية لتخليق البنسلين الحيويّ، وهي الجين pcbAB، والجين pcbC، والجين penDE، ويتم توزيعها في مجموعات من بين إطارات قراءة مفتوحة أخرى في منطقة حجمها 58.8 كيلو بايت على الكروموسوم الثاني.  يقوم الجين pcbAB بتشفير التخليق الحيوي لإنزيم ألفا أمينوأديبويل-إل-سيستاينيل-دي-فالين، ويشفّر الجين pcbC التخليق الحيوي لإنزيم الأيزوبنيسيلين إن، بينما يُشفّر الجين بن دي إي الإنزيم ناقِلَ الأسيلِ أَسيلِ التَّميمِ أ للأيزوبنيسيلين إن.
تتميّز السلالة عالية الإنتاج للبنسلين من فطر بنيسيليوم روبينز (السلالة NCPC10086) بجينوم أكبر قليلاً يصل حجمه إلى 32.3 ميجا بايت، ويحتوي حوالي 13290 جينًا لترميز البروتين بينها ما لا يقل عن 69 جينًا غير موجودة في السلالة 54-1255 من الفطر. ويعتبر الجين Pch018g00010 الذي يرمز للإنزيمات في استقلاب الجلوتاثيون هو العامل الرئيسي في إنتاج البنسلين المحسّن في هذه السلالة.
يتكون جينوم الميتوكوندريا من 31.790 نقطة أساس و17 إطار قراءة مفتوح. لا تكفي الإنزيمات المُصنّعة من الجينوم النووي في فطر بنيسيليوم روبينز لتكوين البنسلين بشكل كامل، ويتم تصنيع إنزيمات مسار التخليق الحيوي النهائي مثل ناقِلَ الأسيلِ أَسيل التَّميمِ أ للأيزوبنيسيلين إن، والفينيل أسيتيل التَّميمِ أ في عضيات خلوية منفصلة تسمى الأجسام الدقيقة أو البيروكسيسومات. ويعدّ جين البيروكسيسوم pex11 ضروريًا للتحكّم في معدّل تخليق البنسلين، فكلما ازداد نشاط الجين، كلما ازداد مقدار البنسلين المخلق.

## الاستخدامات
يُعتبر فطر بنيسيليوم روبينز هو المصدر الرئيسي لفئة من المضادات الحيوية، تُعرف باسم مُركّبات البنسلين. ينتج هذا النوع من فطر البنيسيليوم ثلاثة من هذه المركبات، وهي بنزيل البنسلين، وفينوكسي ميثيل البنسلين، وأوكتانويل البنسلين. كان بنزيل البنسلين هو أول مُركّب طبيعي يتم عزله واستخدامه كمضاد حيوي، كما أنه مصدر لعائلة من المضادات الحيوية تُعرف باسم مُركّبات السيفالوسبورينات.